# Islam au Québec
L’islam est une religion minoritaire au Québec. L’immigration des communautés musulmanes au Québec s'est graduellement accrue au cours du XXe siècle. La population musulmane du Québec est très diversifiée, plusieurs groupes ethnoculturels musulmans y sont établis depuis plus d'une ou deux générations. En 2011, les musulmans représentaient 3,1 % de la population québécoise.  

## Démographie
L’islam au Québec est une religion minoritaire. En 2011, les musulmans représentaient 3,1 %, leur nombre ayant doublé depuis 2001, atteignant 243 430. Par contre, c’est en Ontario qu’on trouve la plus grande concentration de musulmans du Canada, soit 4,6%, avec ses 581 950 musulmans. 
Les conversions de québécois à l'islam ont fait l'objet d'études, notamment par Géraldine Mossière.

### Immigration
L’immigration de personnes issues de communautés musulmanes au Québec s'est graduellement accrue au fil du XXe siècle et représenterait selon les leaders des différentes communautés plus de 200 000 personnes. Plusieurs groupes culturels musulmans sont établis au Québec depuis plus d'une ou deux générations. En fait, la population musulmane du Québec est très diversifiée. Cette diversité est principalement tributaire des différentes vagues d'immigration des communautés musulmanes au Québec.  

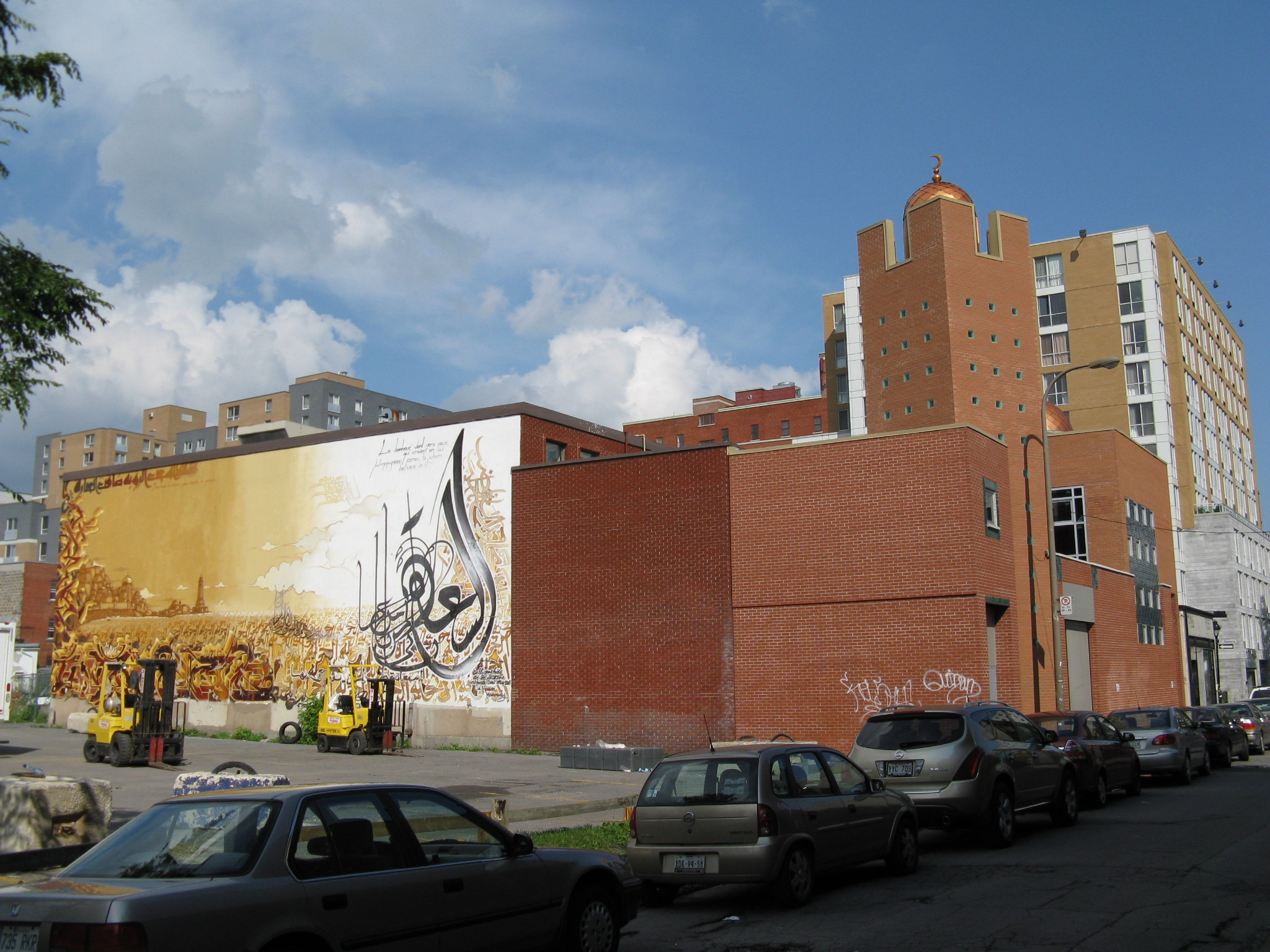
Mosquée Al-Omah Al-Islamiah, Montréal

## Islamophobie
La Commission des droits de la personne et des droits de la jeunesse considère l'islamophobie comme un racisme antimusulman qui se compose de représentations négatives (la figure du jeune barbu en voie de radicalisation, du jeune salafiste, de la jeune voilée soumises au patriarcat religieux, etc.), de stéréotypes, d'actes violents et de discriminations dans différents secteurs de la société contre les personnes vues comme musulmanes. L'islamophobie peut concerner quatre motifs de discrimination de la Charte des droits et libertés de la personne: la religion, la race, l'origine ethnique ou nationale et la couleur. Dans une optique intersectionnelle, le racisme antimusulman ou l'islamophobie peut tout aussi s'imbriquer avec le sexisme ou le classisme.
Selon le sociologue Paul Eid, il existe cinq principaux procédés discursifs islamophobes au Québec:

« 1.   Racisation des musulman-e-s, considéré-e-s comme des spécimens produits en série par leur religion, l’islam, qui surdétermine leurs moindres pensées, attitudes et comportements;
2.   Glissements et amalgames constants entre islam et islamisme (ou encore intégrisme, khomeinisme, djihadisme, etc.), le premier étant présumé lié organiquement au second par des sortes de vases communicants;
3.   Diabolisation des Québécois-es musulman-e-s, présumé-e-s constamment à risque de basculer, par contamination, dans un islam hostile à « nos » valeurs (ex. : égalité des sexes, laïcité, tolérance, liberté de conscience, etc.).
4.   Création d’une menace tentaculaire à travers la figure d’un mouvement islamiste puissant et conquérant qui risque, si rien n’est fait, de coloniser sournoisement tout l’espace public québécois par un processus d’infiltration progressif dont les jeunes femmes voilées seraient l’instrument principal (théorie du complot);
5.   Négation du libre-arbitre des individus de foi musulmane, en particulier les femmes voilées, présumées manipulées et contrôlées par les islamistes. »

### Attitudes de la population
Suivi de près par la religion sikhe, l'islam est une des grandes religions la plus perçue négativement au Québec. En 2017, seulement 32 % de la population québécoise tient une opinion favorable de l'islam contre 16 % en 2013. Dans le même sondage d'Angus Reid, 41 % des personnes québécoises refusent que leur enfant marie une personne de confession musulmane. En 2017 dans un sondage de CROP (en), près de 52 % des répondants québécois sont inquiets de la présence musulmane au Québec par rapport à la sécurité intérieure et 57 % de ceux-ci pensent que les personnes de confession musulmanes au Québec sont mal intégrés à la société. De plus, 60 % des Québécois seraient défavorables à la construction d'une mosquée dans leur quartier,,,
Au sujet du voile islamique, 62 % des personnes québécoises le voient comme un signe de soumission et entre 35 % et 36 % des Québécois veulent l'interdire de la place publique et ce qui a trait au voile intégral (burqa), entre 62 % et 79 % des sondés québécois veulent l'interdire des lieux publics,,.

## Enjeux sociaux
Depuis la Commission Bouchard Taylor (2007-2008), la place de la religion, notamment celle de l'islam, est devenue un enjeu de société Notons que la figure centrale des controverses d'accommodements raisonnables était l'Autre, celle de la Charte des valeurs, la femme musulmane et pour les débats qui ont suivi les attentats commis par des musulmans convertis, la jeunesse musulmane.

### Port du hidjab dans les institutions publiques
Différents projets de loi jalonnent la décennie qui suit, aboutissant à l'adoption de la Loi sur la laïcité de l'État (la Loi 21) dont l'application a des répercussions sur la possibilité de porter le voile et le voile intégral au Québec, tout comme de la possibilité du port du hidjab dans les institutions publiques au Québec.

### Salafisme
Avec l'apparition de groupes terroristes, tels d'al-Qaida et d'IS, et l'internationalisation des attentats terroristes, la présence de certains groupes salafistes, aux idéologies plus radicales, au Canada suscite des craintes pour la sécurité publique. Certains islamistes radicaux sont présents au Québec; certains imams, payés par l’Arabie Saoudite, propagent un salafisme (wahhabite) extrémiste.

### Radicalisation
L'avènement de la radicalisation de certains jeunes musulmans au Québec pose de nouveaux défis. Elle est devenue un enjeu majeur. Les agents de radicalisation ont une capacité à manipuler les jeunes. Ils approchent les jeunes avec des discours pour les convaincre d’envisager des actions violentes en soutien à une idéologie salafiste extrémiste.

## Institutions et organisations musulmanes

### Associations et centres culturels
Au fil des ans, les communautés musulmanes ont fondé et ouvert de nombreuses Associations et centres culturels musulmans.

### Marché halal
Pour répondre à leurs besoins et satisfaire leurs demandes de produits, notamment alimentaires, "halal" (permissible), les communautés musulmanes ont développé, dans les dernières décennies, un marché halal au Québec.

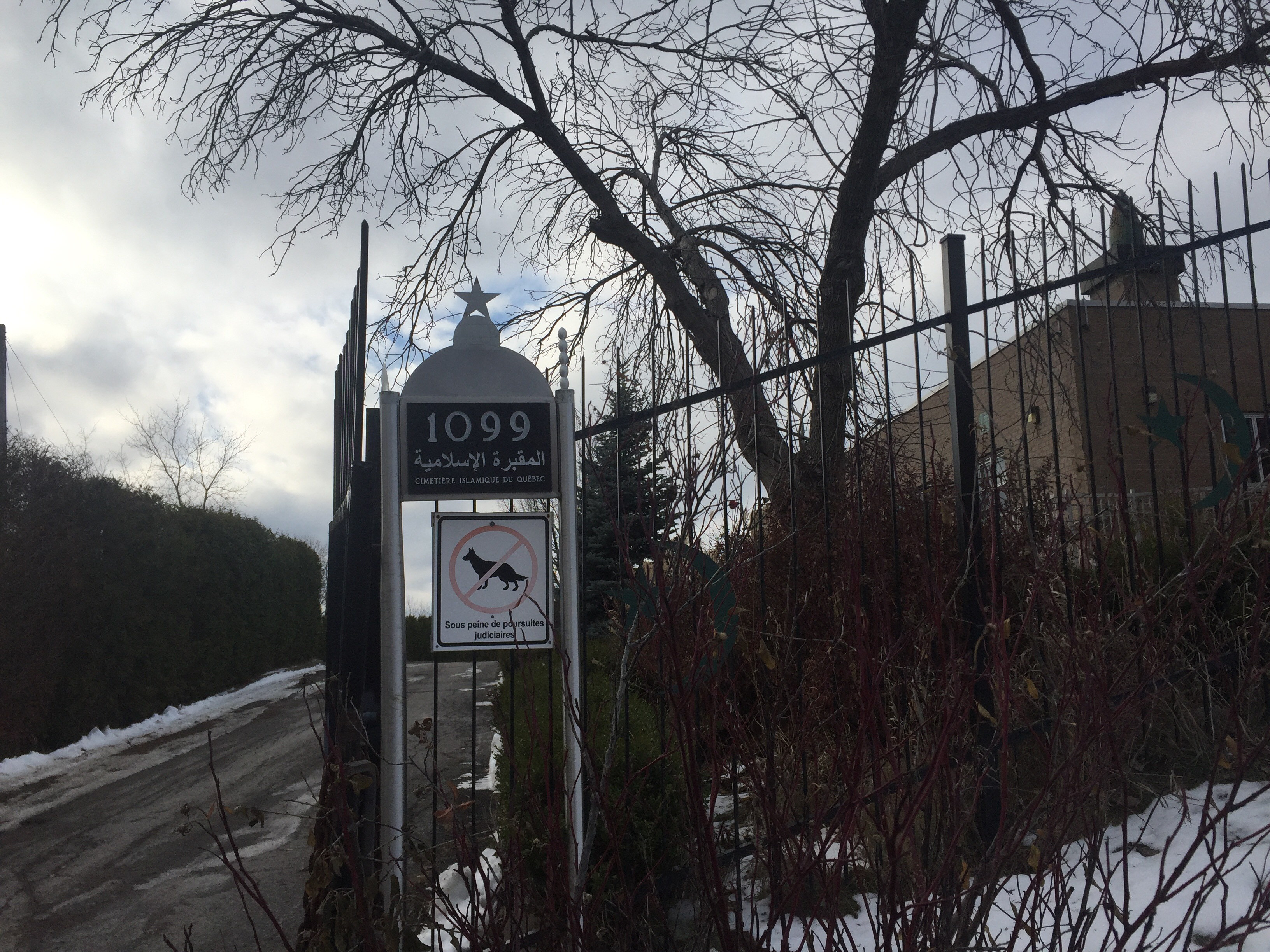
L'entrée du Cimetière islamique du Québec, situé sur l'île de Laval

### Rites funéraires et lieux de sépulture
Les communautés musulmanes ont également aménagé, notamment à Montréal et Québec, des lieux de sépultures pour leurs défunts. Les enjeux sont en liens avec la nouvelle phase d'installation définitive au Québec de l’immigration musulmane et d'enracinement avec l'avènement de la seconde génération qui est née au Québec, les enjeux relatifs à la mort dépassant alors les questions d'immigration.